# 아일랜드 정의평등부

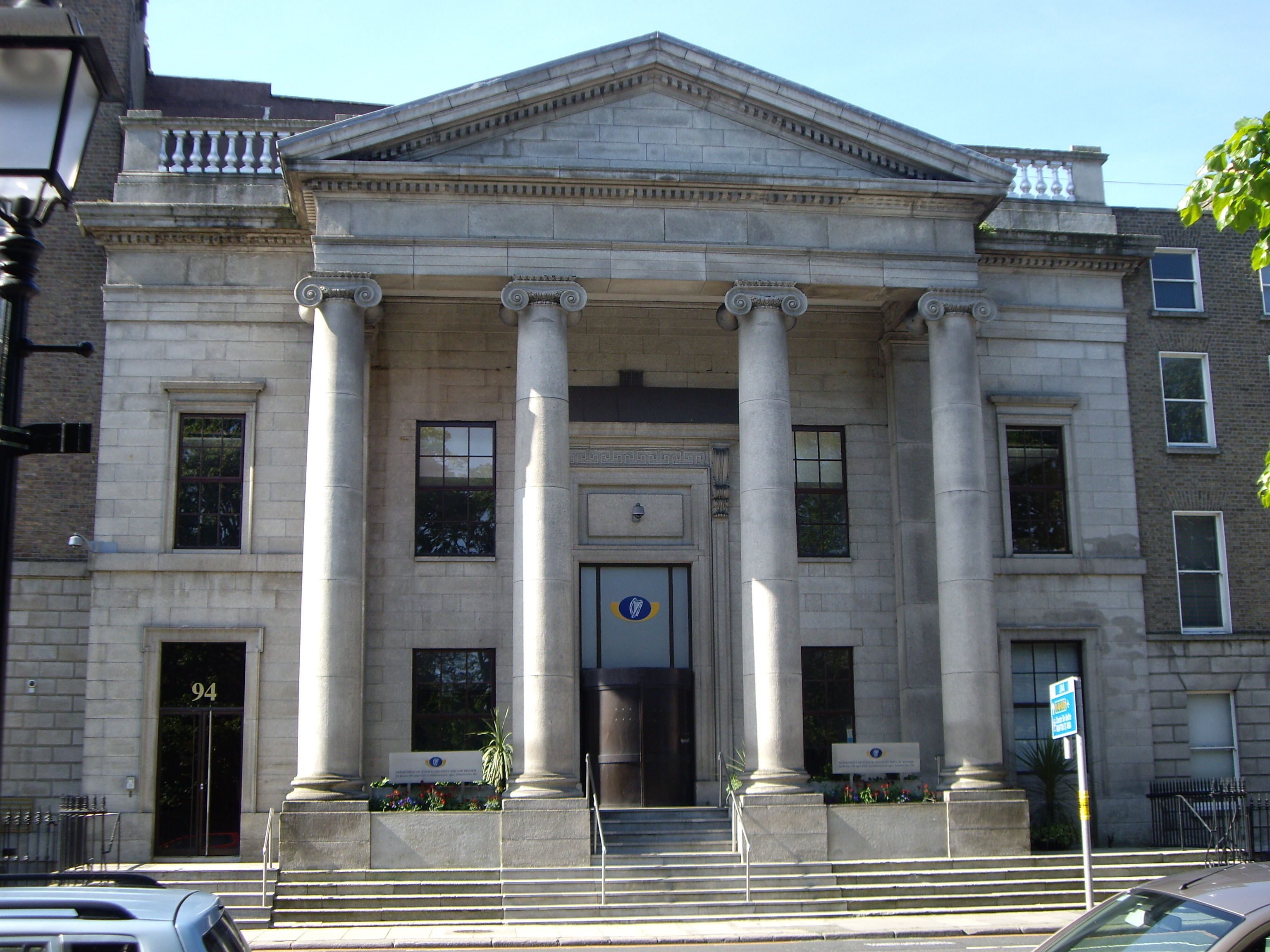
더블린의 정의평등부 청사

정의평등부(아일랜드어: An Roinn Dlí agus Cirt agus Comhionannais 안 린 드리 아구스 키르트 코와나나스, 영어: Department of Justice and Equality)는 아일랜드 정부의 부처이다. 아일랜드 사회의 안보를 유지하고 공평한 사회질서를 확립하는 것을 목표로 한다.